# Andrea Vento
Andrea Vento (L'Aia, 17 maggio 1967) è un saggista e giornalista italiano.

## Biografia
Figlio di Sergio Vento, dopo una laurea presso l'Università Bocconi di Milano, compie il praticantato giornalistico presso Adnkronos, collaborando successivamente con le testate Il Foglio, Indipendente, Critica Sociale, il Velino, MF, Tempi, Limes, Storia in rete trattando temi relativi alle relazioni internazionali ed alla storia contemporanea Su Il Foglio cura la dal 1996 al 2005 la rubrica di successo Farnesina.
È stato dal 1997 al 2011 dirigente del Comune di Milano, dove si è occupato di relazioni internazionali, cooperazione allo sviluppo e promozione culturale, collaborando con i sindaci Gabriele Albertini e Letizia Moratti. È inoltre ufficiale della riserva dell'Esercito Italiano: nel 2009 è stato Assistant Political Advisor presso il comando della International Security Assistance Force in Afghanistan. Esperto di temi relativi a sicurezza internazionale, conflitti in Medio Oriente ed Asia Centrale, relazioni transatlantiche, dialogo euromediterraneo e flussi migratori, oltre che in materie come la cooperazione e la promozione culturale. Dal 2001 al 2013 è stato membro del consiglio d'amministrazione della Fondazione Stelline e dal 2010 al 2013 Presidente della Stelline Servizi Congressuali; è stato inoltre membro del consiglio generale della Fondazione Fiera di Milano dal 2006 al 2009. È stato consulente su temi legati all'internazionalizzazione di Provincia di Milano, Provincia di Pavia, Fiera Milano SpA, Fiera Milano International, consigliere d'indirizzo della Fondazione Centro per lo sviluppo dei rapporti Italia Russia. Attualmente è attivo imprenditore nel settore della consulenza strategica.
Vincitore del Premio Acqui Storia 2011 (sezione divulgativa) con In silenzio gioite e soffrite. Storia dei servizi segreti italiani dal Risorgimento alla Guerra Fredda (il Saggiatore, Milano 2011). 

## Opere

### Monografie e Curatele
- (con lo pseudonimo Andrea Zet, assieme a Gabriele Albertini) Sindaco senza frontiere, Marietti, Milano 2008, ISBN 978-88-211-6447-7, Premio Capri San Michele
- (assieme a Gabriele Albertini) Mayor without Borders, EPP/Guardamagna Editori, Varzi 2010
- In silenzio gioite e soffrite. Storia dei servizi segreti italiani dal Risorgimento alla Guerra fredda, Il Saggiatore, Milano 2010, ISBN 978-88-428-1604-1, Premio Acqui Storia 2011
- (curatela, assieme a Massimo Rizzardini) All'Oriente d'Italia. Le fondamenta segrete del rapporto fra Stato e Massoneria, Rubbettino Editore, Soveria Mannelli 2014, ISBN 978-88-7574-041-2
- (assieme a Marco Cuzzi) La versione di Michael. Un «amerikano» alla scoperta dell'Italia, Biblion Edizioni, Milano 2019, ISBN 978-88-3383-061-2

### Saggi in miscellanee
- La geopolitica del fascismo in Macedonia, in Limes 2/2001, Macedonia/Albania. Le terre mobili, Gruppo editoriale L'Espresso, Roma 2001
- Storia dello Stato clandestino polacco (1939-1945), in La Resistenza in Europa. Le radici di una coscienza comune, Skirà, Milano 2005, ISBN 978-88-7624-360-8
- Pirati nel Mediterraneo!, in Rapidi ed invisibili. Storie di sommergibili, Il Saggiatore, Milano 2007, ISBN 978-88-428-1348-4
- (assieme a Marco Cuzzi) Dimenticati agli antipodi. L'odissea dei sommergibili italiani in Estremo Oriente (1943-1945), in Rapidi ed invisibili. Storie di sommergibili, Il Saggiatore, Milano 2007, ISBN 978-88-428-1348-4
- (assieme a Marco Cuzzi) Alla Conquista del Sole. La parabola impossibile di Guido Keller, in Romba il motore. Storie di aviatori, Il Saggiatore, Milano 2009, ISBN 978-88-428-1532-7
- Come il biscione mise le ali. Guida agli uomini e ai luoghi dell'aviomania ambrosiana, in Romba il motore. Storie di aviatori, Il Saggiatore, Milano 2009, ISBN 978-88-428-1532-7
- La strana storia degli aerei italiani di Zahir Shah, in Romba il motore. Storie di aviatori, Il Saggiatore, Milano 2009, ISBN 978-88-428-1532-7
- Il pilota nella neve, in Romba il motore. Storie di aviatori, Il Saggiatore, Milano 2009, ISBN 978-88-428-1532-7
- Storia dello spionaggio militare italiano, serie di articoli (sette puntate) in Storia in rete dal n. 32 al n. 40, Roma giugno 2008 - maggio 2009
- Un rapporto dialettico: volontarismo garibaldino ed Armée del Secondo Impero, in Napoleone III e l'Italia, Alinari 24 Ore, Firenze 2010, ISBN 978-88-6302-050-2
- Il "Fatto" è compiuto. Cenni sull'anarchismo italiano in epoca umbertina, in Regina Margherita, Fondazione DNArt, Milano 2011
- L'ombra son io del Re!, in Giovani Ribelli del '48. Memorie del Risorgimento Lombardo, Fratelli Alinari. Fondazione per la storia della fotografia, Milano 2011
- Un rapport dialectique: les volontaires de Garibaldi et l'Armée du Second Empire, in Napoléon III et l'Italie. Naissance d'une Nation, Nicolas Chaudun, Parigi 2011, ISBN 978-2-35039-126-7
- Le comunità ebraiche protagoniste del volontarismo militare italiano, in Italia - Israele: gli ultimi centocinquanta anni, Fondazione Corriere della Sera, Milano 2012
- The lead role of Jewish communities in Italian military voluntarism, in Italy - Israel: the Last 150 Years, Fondazione Corriere della Sera, Milano 2012
- Stellette d'Oriente. Cenni sui rapporti tra l'Esercito Italiano e la Massoneria dal Risorgimento alla Guerra Fredda, in All'Oriente d'Italia. Le fondamenta segrete del rapporto fra Stato e Massoneria, Rubbettino Editore, Soveria Mannelli 2014, ISBN 978-88-7574-041-2
- Sanzio Kobayashi, storia di un samurai barese, in Storie straordinarie di Italiani nel Pacifico, Odoya, Bologna 2016, ISBN 978-88-6288-324-5
- 26 luglio 1956, Andrea Doria, in Naufragi. Storia d'Italia sul fondo del mare, Il Saggiatore, Milano 2017, ISBN 9788842823612

## Onorificenze
- Medaglia commemorativa operazioni di pace
- Croce commemorativa operazioni in Afghanistan (D.M. 15 gennaio 2003)
- Medaglia Nato ISAF (Articolo 5)